# 한국간연구재단
한국간연구재단은 대한민국 교육과학기술부 소관의 재단법인이다. 1984년 11월 28일 설립허가되었으며, 사무실은 서울특별시 종로구 연건동 28, 서울대병원 내에 있다. 사회일반의 이익에 공여하기 위하여 공익법인의 설립운영에 관한 법률의 규정에 따라 간의 병태 생리와 급만성 간질환의 병인적, 역학적 및 임상적 연구를 후원함과 동시에 진단과 치료에 관한 첨단기술의 개발 및 전염성 간명퇴치를 위한 생활위생, 환경의 개선 등에 관한 전문적인 연구, 성과를 보급함으로써 국민보건향상과 미래복지사회 건설에 기여하는 것이 이 재단의 목적이다.